# Marinus Dijkhuizen
Marinus Dijkhuizen ('s-Gravenzande, 4 gennaio 1972) è un allenatore di calcio ed ex calciatore olandese, di ruolo attaccante, tecnico del De Graafschap.